# Лан (видавництво)
«Лан» — видавництво популярних книжок у Києві в 1909—1914 pp., за редакцією Юрія Сірого (Юрія Тищенка). Видало низку книжок дитячої та юнацької літератури, коротку географію Степана Рудницького «Фізична географія України» та інші.

## Історія

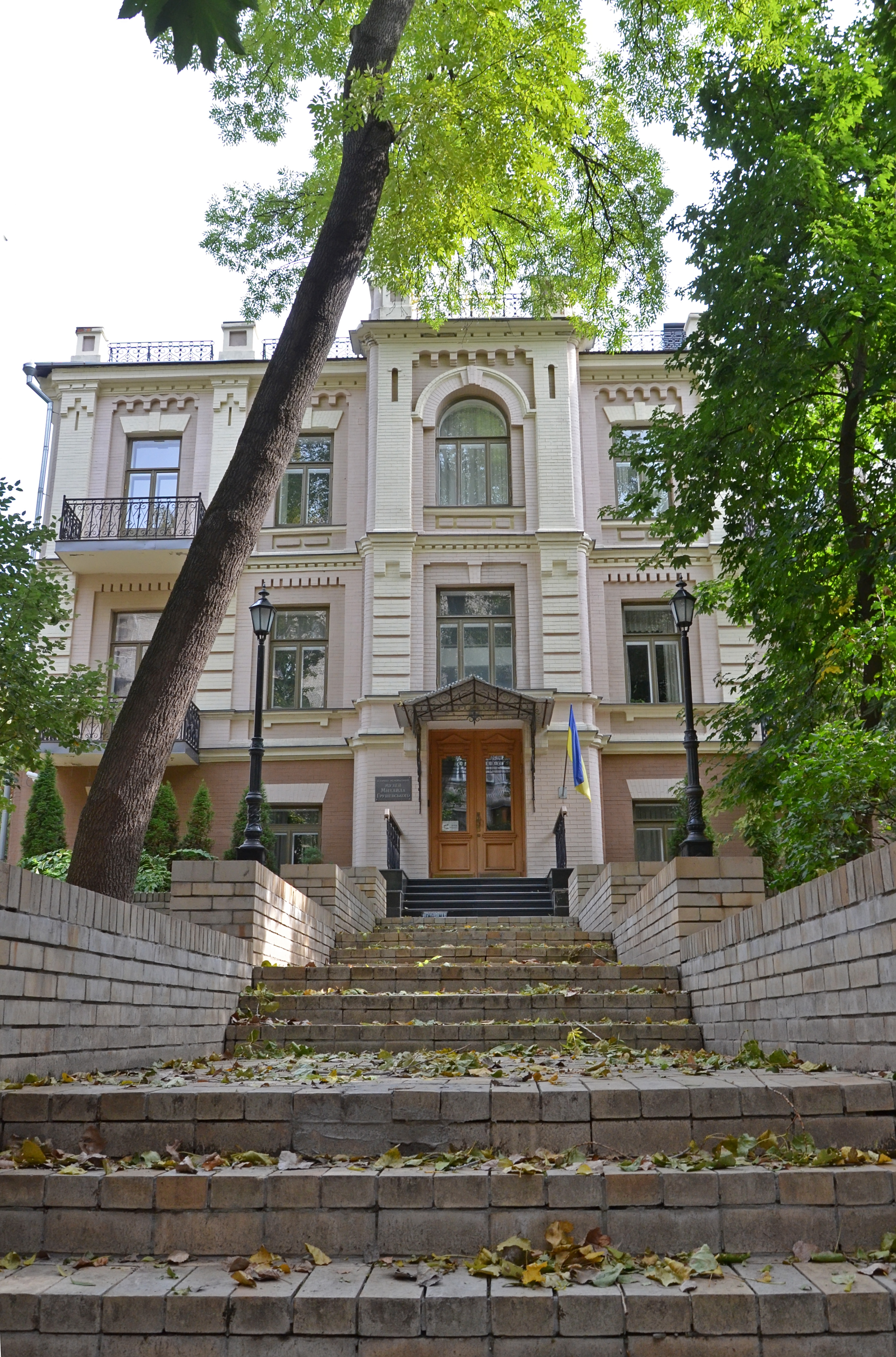
Будинок на вул. Панківській, в якому містилася редакція «Лан»

Видавництво «Лан» засноване влітку 1909 року Юрієм Сірим (справжнє ім'я — Юрій Пилипович Тищенко) і Олександром Грушевським, братом історика Михайла Грушевського. Олександр Грушевський був фундатором і взяв нас себе матеріальну сторону справи, а за редакційно-технічну справу взявся Юрій Тищенко. Редакція містилася в Києві на вулиці Паньківській 9, у садибі родини Грушевських. Редакторами вироблено програму, згідно з якою видання мали виходити в двох серіях. Першу серію (популярно-наукова бібліотека) призначалось для дорослих читачів, а друга для молоді. Для вироблення програми дитячої серії Тищенко вірив:
| Особливо ж треба було виховувати молоде покоління в тому переконанні, що життя наше — це безупинна й настирлива боротьба, довести до свідомости молодих читачів, що де сила, там і право. Само життя показувало, що нація наша занадто вже схильна до мрійництва, романтики, безґрунтовного ідеалізму, тому може у нас кожна пересічна людина виливала свої почуття на папері у віршах.[3] |
Тираж видань мав бути в 2000 примірників кожної назви і редактори вирішили друкувати видання «галицьким» правописом. Кожна книжка була друкована з обкладинкою березово-зеленого кольору та краєвидом художника Івана Бурячка. Петро Холодний був ілюстратор деяких книжок. До співробітництва в «Лані» запрошено переважно молодих тодішніх письменників, а між ним Олександра Олеся, Юрія Будяка, Микити Шаповала й інших. Деякі з них писали оригінальні популярні книги, а деякі робили переклади.

## Повний список видань
У першій серії вийшли:
1. Сірий Ю. Життя рослин (анатомія й фізіологія рослин).
2. М. Шаповал Про ліс.
3. Будяк Ю. Дикі люди, ч. 1,
4. Будяк Ю. Дикі люди, ч. 2.
5. Грушевський М. Богдан Хмельницький. Істор. оповідання.
6. Рудницький Ст. Фізична географія України, ч. 1.
7. Королів. Скотолічебник. Посібник з ветеринарії.

У дитячій серії вийшли:
1. Сірий Ю. Крим. Подорож одної школи по Криму.
2. Уіда (Марі Луіз Раме). Нелі та Патраш. Збірка оповідань. Переклад Ю. Сірого.
3. Кіплінґ Р. От так казки! Переклад Ю. Сірого.
4. Кіплінґ Р. Джунґлі, ч. 1.
5. Кіплінґ Р. Джунґлі, ч. 2.
6. Сетон-Томсон Е. Сімейство лисів та інші оповідання. Переклав Ю. Сірий.
7. Льонґ В. Рогань та інші оповідання з природи. Переклад Ю. Будяка
8. Глібов Л. Байки. Повний збірник.
9. Гавф В. Казки. Переклад О. Олеся.
10. Грушевська А. Над морем. Оригінальне оповідання з побуту дітей у Криму.